# Spotsylvania Courthouse
Spotsylvania Courthouse is een plaats (census-designated place) in de Amerikaanse staat Virginia, en valt bestuurlijk gezien onder Spotsylvania County.

## Geschiedenis
Tussen 8 en 21 mei 1864 vond hier de Slag bij Spotsylvania Court House plaats tijdens de Amerikaanse Burgeroorlog.

## Demografie
Bij de volkstelling in 2000 werd het aantal inwoners vastgesteld op 3833.

## Geografie
Volgens het United States Census Bureau beslaat de plaats een oppervlakte van
22,5 km², waarvan 22,4 km² land en 0,1 km² water.

## Plaatsen in de nabije omgeving
De onderstaande figuur toont nabijgelegen plaatsen in een straal van 36 km rond Spotsylvania Courthouse.